# Avena
Avena este un gen format din 33 de specii (inclusiv doi hibrizi), din familia Poaceae. Colectiv este cunoscut sub numele de ovăz, incluzând unele specii care au fost cultivate de mii de ani ca o sursă de hrană pentru oameni și animale. Genul este pe larg răspândit în toată Europa, Asia și Africa de nord-vest. Mai multe specii au fost naturalizate în multe părți ale lumii, și sunt considerate ca buruieni invazive, în cazul în care concurează cu producția vegetală. Toate speciile de ovăz au semințe comestibile, chiar dacă acestea sunt mici și greu de recoltat în cele mai multe cazuri.

## Legături externe
- Materiale media legate de Avena la Wikimedia Commons
- „Avena” în Dicționar dendrofloricol la DEX online